# KSC Wilskracht Hofstade
Koninklijke Sportclub Wilskacht Hofstade is een Belgische voetbalclub uit Hofstade regio Aalst (Oost-Vlaanderen) die tijdens het seizoen 2024-2025 uitkomt in derde provinciale Oost Vlaanderen. De ploeg is opgericht op 3 april 1953 en aangesloten bij de KBVB onder het stamnummer 5648.

## Bekende (ex-) spelers & trainers
- Koen Schockaert
- Johan Boskamp
- Dejan Veljkovic